# Lac Suisse
Pour les articles homonymes, voir Suisse (homonymie).
Le lac Suisse est un lac situé à la base de la presqu'île Joffre sur la Grande Terre, l'île principale des Kerguelen dans les Terres australes et antarctiques françaises (TAAF).

## Géographie

### Situation
Le lac Suisse est situé au sud-ouest de la presqu'île Joffre enchâssé à 20 m d'altitude aux pieds du plateau de Montfleury et du mont Docteur Récamier (451 m). De forme allongée et incurvée, il s'étend sur environ 6 km de longueur et 1 km de largeur maximales pour 3,3 km2 de superficie totale, en faisant l'un des plus grands lacs des Kerguelen.
Il est alimenté par la collecte des eaux de pluie et de fonte des neiges des montagnes environnantes. Son exutoire, situé au nord-est, se jette presque immédiatement dans l'océan Indien au niveau de la baie d'Orvilliers et de port Jules Girard.

### Toponymie
Le nom du lac est attribué lors du passage aux Kerguelen du navire de la Marine nationale, L'Antarès, qui en fait le relevé et le reporte sur sa carte hydrographique de 1937.